# Mesoleius stejnegeri
Mesoleius stejnegeri là một loài tò vò trong họ Ichneumonidae.